# Namibias ambassad i Stockholm
Namibias ambassad i Stockholm är Republiken Namibias diplomatiska representation i Sverige. Ambassadör är sedan 2019 George Mbanga Liswaniso. Ambassaden representerar även Namibia i övriga Skandinavien. Diplomatkoden på beskickningens bilar är DY. 

## Beskickningschefer
| Namn                    | Period    | Funktion   | Anmärkning                                                  |
| ----------------------- | --------- | ---------- | ----------------------------------------------------------- |
| Monica Nashandi         | 1995–1999 | Ambassadör | Anmärkning till Helsingfors, Köpenhamn, Oslo och Reykjavik. |
| Morina Muuondjo         | 2013–201? | Ambassadör |                                                             |
| George Mbanga Liswaniso | 2019–     | Ambassadör |                                                             |